# Dach krakowski
Dach krakowski – odmiana łamanego dachu polskiego stosowana głównie w budownictwie cywilnym w epoce renesansu i oświecenia.
Konstrukcja dachu krakowskiego, najczęściej czterospadowego, polegała na zastosowaniu w połowie jego wysokości wyraźnego uskoku (złamania), wypełnionego tzw. ścianką kolankową. Ścianka kolankowa mogła zawierać dekorację reliefową, malarską lub niewielkie otwory okienne. W przeciwieństwie do innych odmian dachów łamanych, kąt nachylenia dolnej części dachu krakowskiego pokrywał się z kątem nachylenia części górnej.
Zastosowanie dachu krakowskiego w budownictwie wpływało na optyczne powiększenie proporcji dachu w stosunku do całości budowli, pozwalało uzyskać interesujące efekty estetyczne, a jednocześnie większą przestronność pomieszczenia na poddaszu. Umożliwiało także lepsze oświetlenie poddasza światłem naturalnym.
W Polsce jednym z najwybitniejszych architektów stosujących motyw dachu krakowskiego był Stanisław Zawadzki. Nakrył on dachem krakowskim oficyny pałacu w Śmiełowie oraz oficynę pałacu w Dobrzycy. Zachował się również niezrealizowany projekt zamku Ustronie, w którym oficyny miały być nakryte dachem krakowskim.

## Galeria

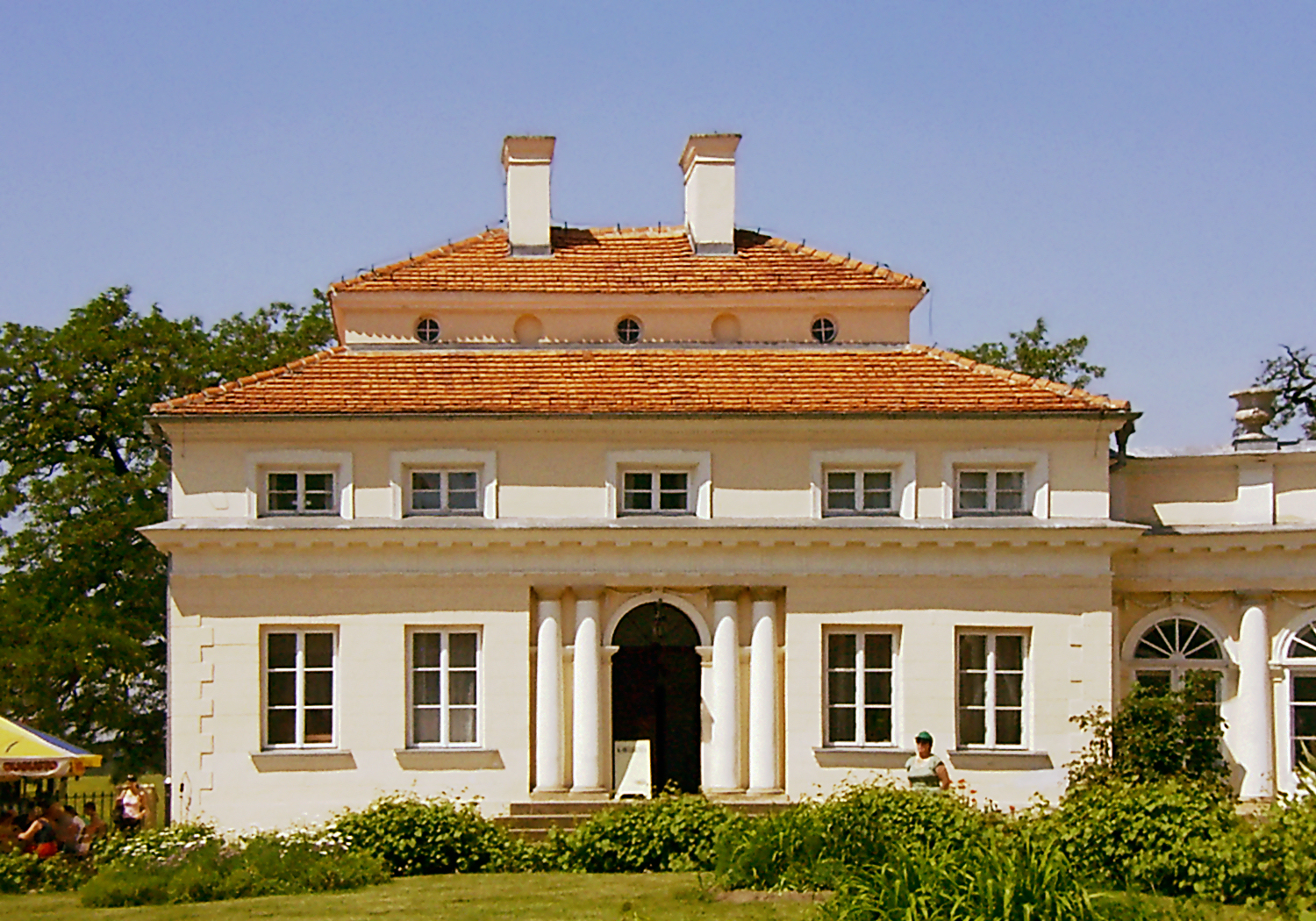
Zachodnia oficyna pałacu w Śmiełowie, nakryta dachem krakowskim
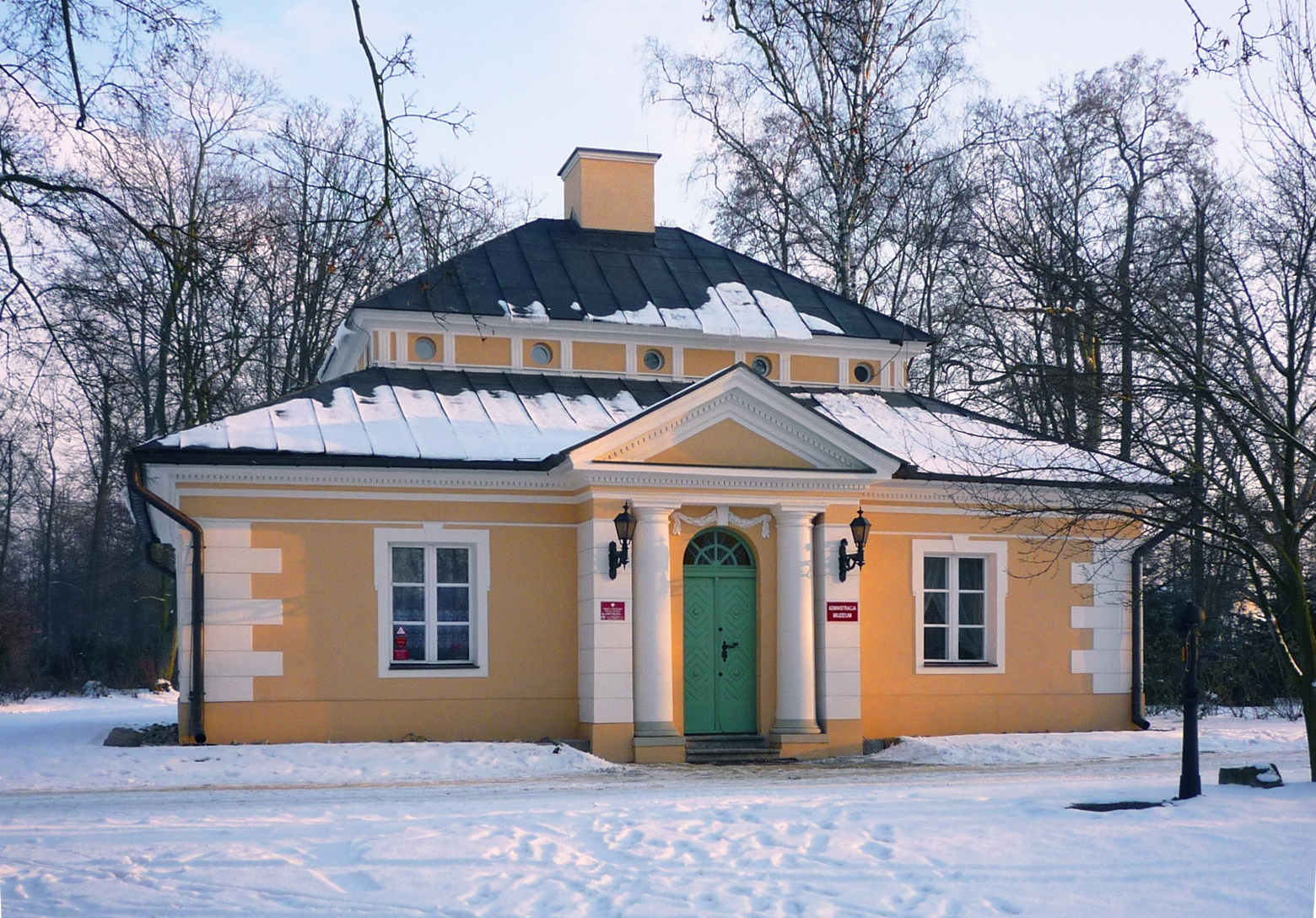
Oficyna pałacu w Dobrzycy (arch. S. Zawadzki)
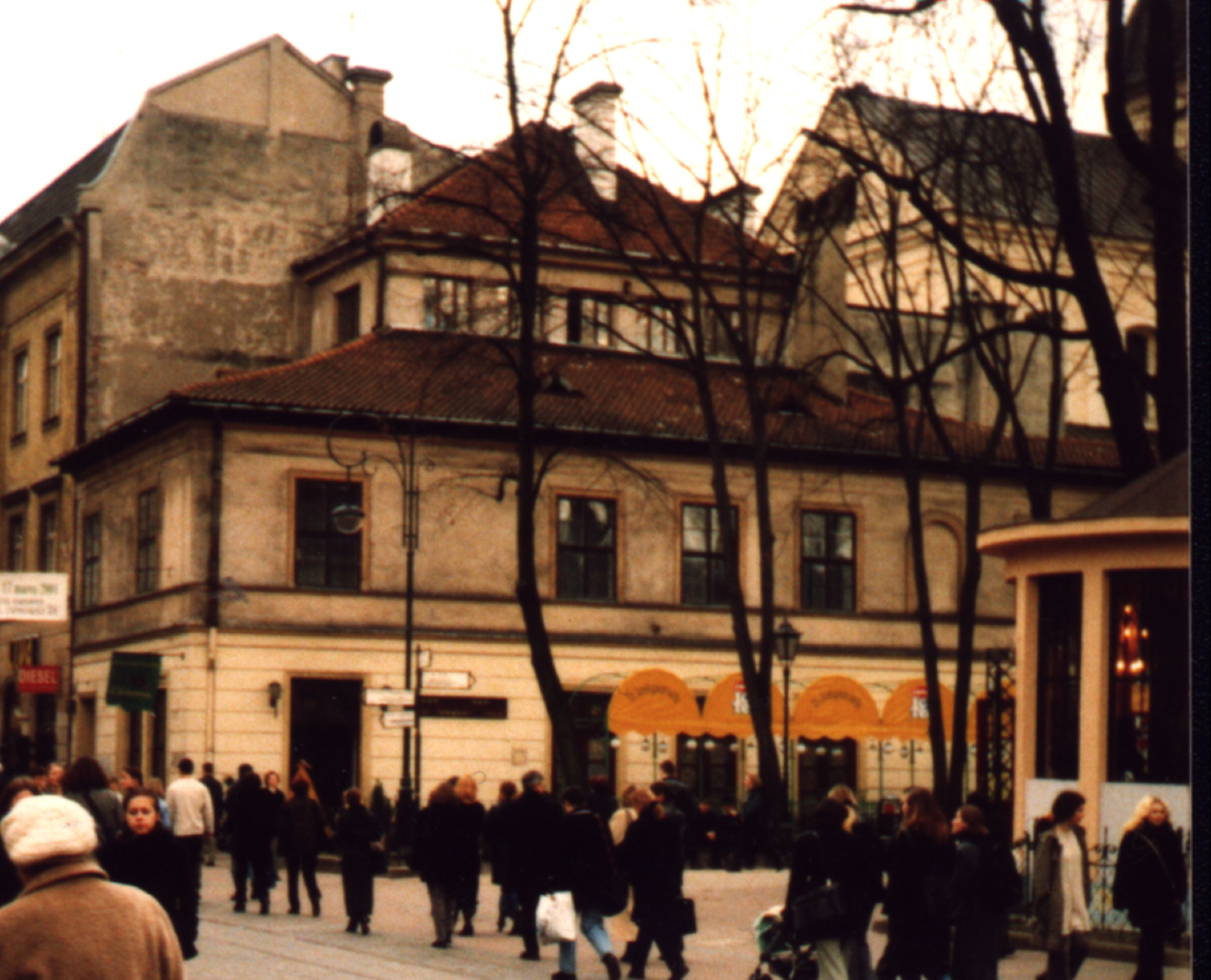
Kamienica przy ul. Szewskiej 24 w Krakowie
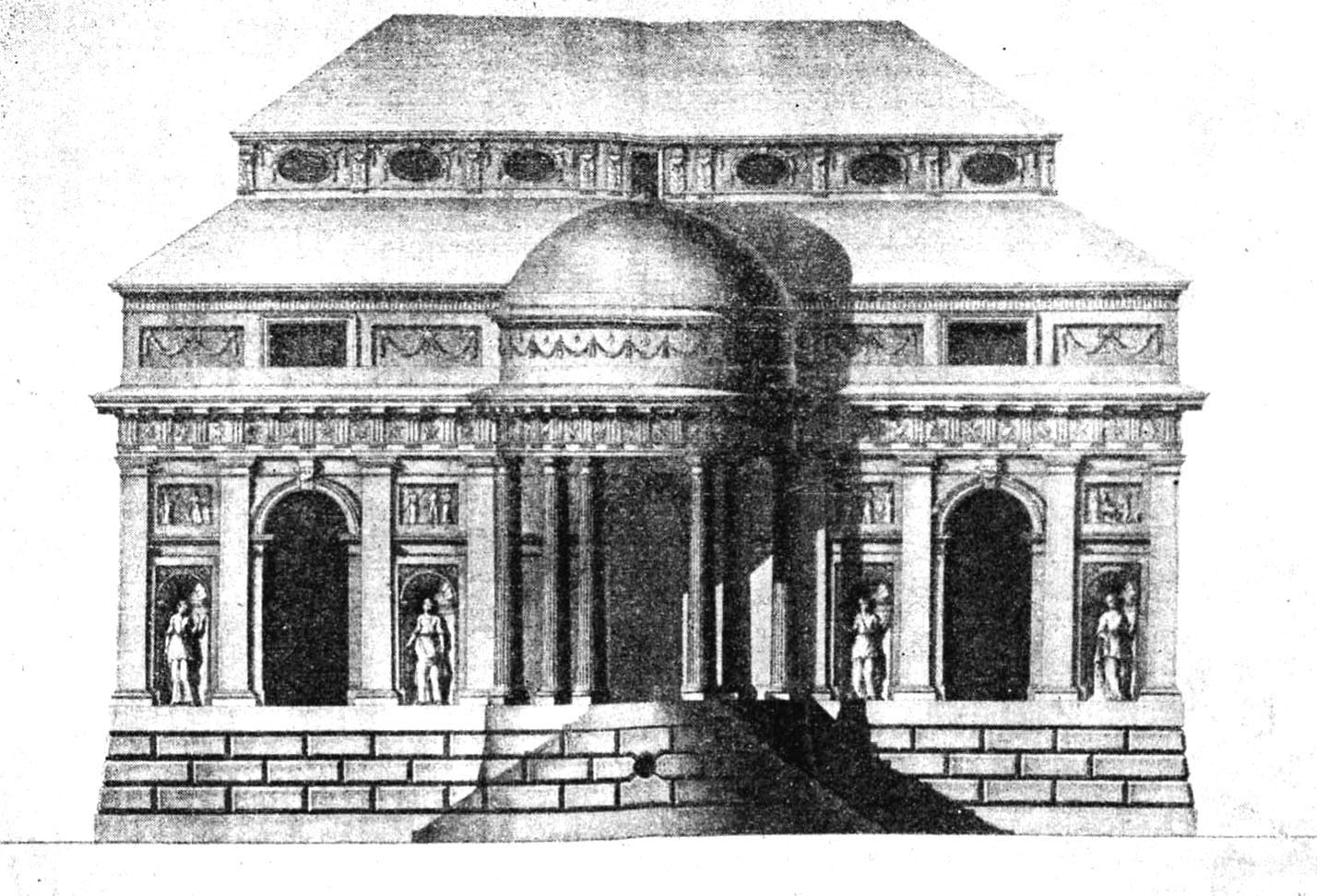
Projekt oficyny zamku Ustronie w Warszawie (arch. S. Zawadzki)
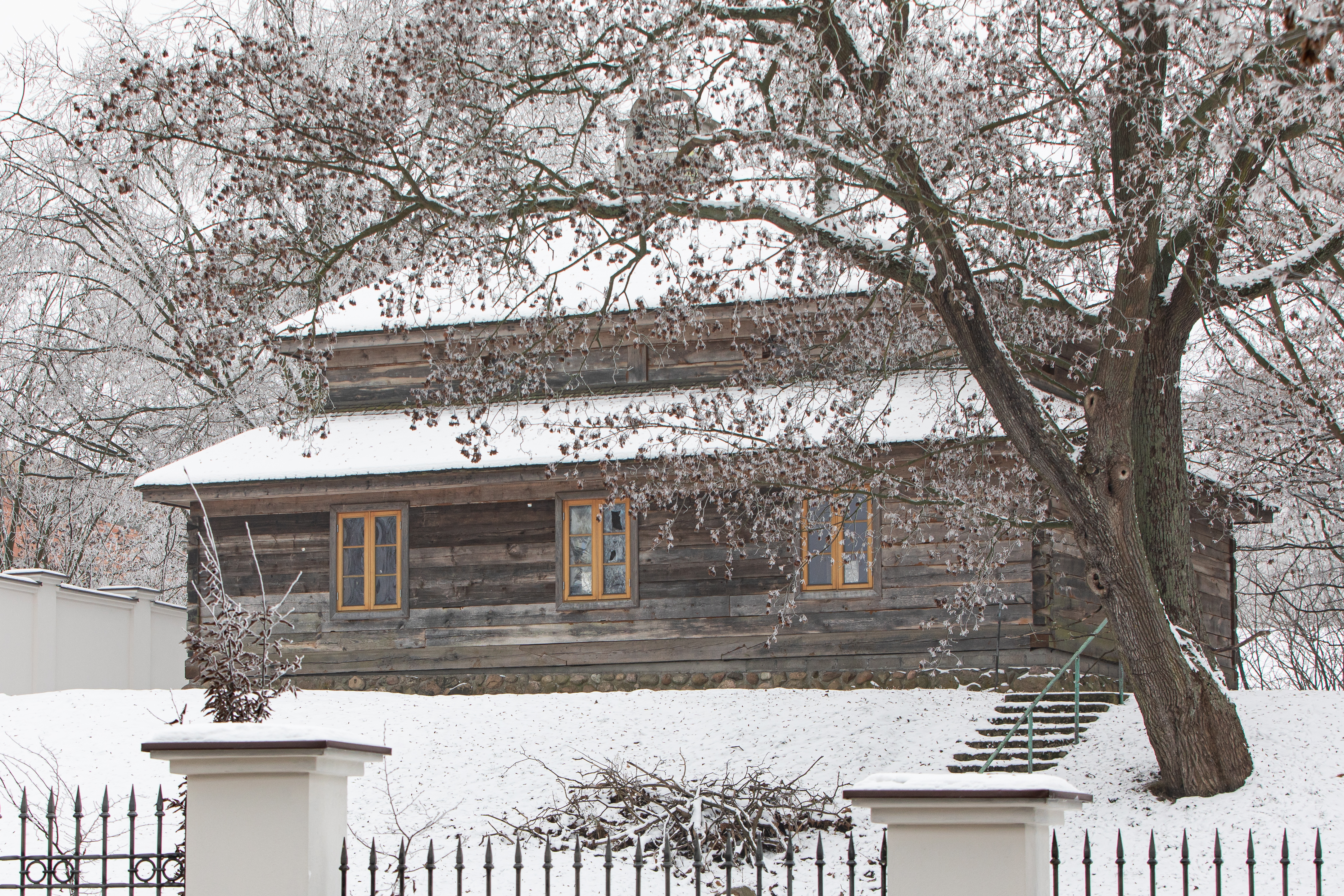
Lelewelówka budynek drewniany z XVII w. kryty dachem krakowskim